# ロッキー5/最後のドラマ
『ロッキー5/最後のドラマ』（ロッキーファイブ/さいごのドラマ、原題: Rocky V）は、1990年製作のアメリカ合衆国の映画。

## 概要
『ロッキー』シリーズの5作目であり、『ロッキー4/炎の友情』（1985年）の続編。
シリーズ1作目で監督を務め各方面で絶賛されたジョン・G・アヴィルドセンを再び監督として招聘し『ロッキー』シリーズに終止符を打つ作品として製作された。しかし結果としてはシリーズ最低の興行成績で作品の内容的にも酷評された。
本作でストーリーは一応完結する形をとっており、前述の理由も重なり『ロッキー』シリーズは完結したと認識されていたが、2006年にスタローン自らの脚本・監督で続編（パンチドランカーではない等、設定が本作とは一部変更されているため、実際には続編ではなく「リブート」）『ロッキー・ザ・ファイナル（原題：Rocky Balboa）』が制作され、同年12月20日より全米で公開された。
ワーナー・ホーム・ビデオから初商品化された国内版VHSおよびレーザーディスクの邦題から、既に『最後のドラマ』の副題はなく、単に『ロッキー５』のタイトルでリリースされた。実質的に『ロッキー・ザ・ファイナル』によって本作がシリーズ最終作ではなくなったため、後年に発売された映像ソフトメディア（DVD、Blu-Rayなど）からも、日本公開時のサブタイトルは削除されている。

## ストーリー
ソ連の強豪ボクサー・ドラゴを破ってアメリカに帰国したロッキー・バルボアは、その後会計士の不正により破産。その上、度重なる激闘により脳に回復不能となるほどのダメージが蓄積しており、妻・エイドリアンの説得もあって遂に引退を決意する。
フィラデルフィアに帰郷したロッキーは、今は亡きかつてのトレーナー・ミッキーのジムで白人新鋭ボクサーのトミー・ガンを育て、トレーナーとして第二の人生を歩み始めていた。一方、思春期にさしかかった息子のロッキーJr.は、トミーの育成に夢中になっていく父に対し、自分から離れていく違和感を抱き始め心に影を落とし、父に反抗し始める。
そうした状況に突如現れた派手な黒人プロモーター、ジョージ・ワシントン・デュークは黒人ボクサーのユニオン・ケインとの対戦のためにロッキーに現役復帰を打診するが、ロッキーは反対する家族の想いを優先させる。するとデュークの食指はロッキーの愛弟子として快進撃を続けるトミーに向けられる。そして甘い誘惑によりトミーをロッキーのもとから引き抜く。喪失感の中、本当に大事なものに気づいたロッキーは、やがてJr.との仲を修復していく。
金と名誉を欲するトミーは、かつてロッキーと共に夢と希望を抱いてトレーニングを積み重ねた心を失っていた。そして、トミー対ケインのタイトルマッチが行われるが、トミーが恩人ロッキーを捨てたことを知っている観衆は不満を抱き、ブーイングやヤジを飛ばすばかりであった。ケインを呆気なく撃破したトミーは新チャンピオンになるが、観客からは受け入れられなかった。
試合後、トミーはデュークと共にマスコミの前で新チャンピオンを名乗り出るが、「ケインはニセのチャンピオンだ」、「あの試合は八百長だ」と批難される。そのため別人のように変わってしまったトミーは、デュークの提案でロッキーとの師弟対決を望む。
酒場でロッキーの前に現れたトミーは侮辱の言葉を浴びせながら試合を要求する。それを耳にした義兄・ポーリーは、トミーに舌戦で応戦するも、殴り倒されてしまう。この暴挙でロッキーは遂にトミーに怒りをぶつける。その戦いは周囲の人々とテレビカメラが見守る中、殴り合いへと発展した。ロッキーは、その最中、大発作に見舞われ意識を失いかけるも、幻覚の中に垣間見た、叱咤するミッキーの姿とその言葉に再び奮起し見事勝利。真の英雄の意地と力を見せつけたのだった。
息子に手を引かれ、現役時代にトレーニングを積んだフィラデルフィア美術館の正面階段を息も絶え絶えに駆け上がるロッキーに、もはやかつての足取りは無い。だが、そこにはボクサー人生を全うした男の爽やかな笑顔があった。

## キャスト
| 役名                           | 俳優                       | 日本語吹き替え | 日本語吹き替え                                                                                            | 日本語吹き替え |
| 役名                           | 俳優                       | 日本テレビ版 （追加収録） | VHS版 |                |
| ------------------------------ | -------------------------- | --- | --- | -------------- |
| ロッキー・バルボア             | シルヴェスター・スタローン | 羽佐間道夫 | 佐々木功                                                                                                  |                |
| エイドリアン                   | タリア・シャイア           | 松金よね子 | 松金よね子                                                                                                |                |
| ポーリー                       | バート・ヤング             | 富田耕生 | 富田耕生                                                                                                  |                |
| トミー・マシン・ガン           | トミー・モリソン           | 古田信幸 （乃村健次） | 菅生隆之                                                                                                  |                |
| ロッキー・ジュニア             | セイジ・スタローン         | 亀井芳子 | 合野琢真                                                                                                  |                |
| ミッキー・ゴールドミル         | バージェス・メレディス     | 千葉耕市 | 田村錦人                                                                                                  |                |
| デューク                       | トニー・バートン           | 緒方賢一 | 田原アルノ                                                                                                |                |
| ジョージ・ワシントン・デューク | リチャード・ガント         | 池田勝 | 坂口芳貞                                                                                                  |                |
| マーリン                       | マイク・ジラード・シーハン | 稲葉実 （仲野裕） | 吉水慶 |                |
| ユニオン・ケイン               | マイケル・ウィリアムズ     | 小室正幸 （乃村健次） | 沢木郁也                                                                                                  |                |
| カレン                         | デリア・シェパード         | 雨蘭咲木子 | 深見梨加                                                                                                  |                |
| カーマイン神父                 | ポール・J・マイケル        | 緒方賢一 | 藤本譲 |                |
| イワン・ドラゴ（回想）         | ドルフ・ラングレン         | 若本規夫 | |                |
| その他                         | N/A                        | 稲葉実 村松康雄 北村弘一 石森達幸 塚田正昭 中田和宏 西村知道 小室正幸 辻親八 島香裕 磯辺万沙子 天野由梨 田野恵 種田文子 追加録音版キャスト くればやしたくみ | 中村龍彦 鷲角ゆか里 石井邦和 北村弘一 叶木翔子 村松康雄 小島敏彦 峰恵研 幹本雄之 西村知道 片岡富枝 辻親八 |                |
| 日本語版制作スタッフ           |                            | | |                |
| プロデューサー                 | N/A                        | 垂水保貴 門屋大輔 | 小川政弘                                                                                                  |                |
| 演出                           | N/A                        | 伊達康将 （鍛治谷功） | 蕨南勝之                                                                                                  |                |
| 翻訳                           | N/A                        | 岩佐幸子 （松崎広幸） | 古田由紀子                                                                                                |                |
| 調整                           | N/A                        | 熊倉亨 | 新井保雄                                                                                                  |                |
| 制作                           | N/A                        | 東北新社 （ブロードメディア・スタジオ） | ACクリエイト ワーナー・ホーム・ビデオ                                                                     |                |
| 初回放送                       | N/A                        | 1994年4月22日 21:03-22:54 『金曜ロードショー』 | |                |

- 日本テレビ版吹替は放送でカットされた部分を追加録音しDVD/BD収録。

### 地上波放送履歴
| 回数  | テレビ局   | 番組名             | 放送日        | 吹替版       | 放送時間      | 放送分数 |
| ----- | ---------- | ------------------ | ------------- | ------------ | ------------- | -------- |
| 初回  | 日本テレビ | 金曜ロードショー   | 1994年4月22日 | 日本テレビ版 | 21:03 - 22:54 | 111分    |
| 2回目 | テレビ東京 | 午後のロードショー | 2003年8月8日  | 日本テレビ版 | 13:30-15:30   | 120分    |
| 3回目 | テレビ東京 | 午後のロードショー | 2011年9月5日  | 日本テレビ版 | 13:35-15:35   | 120分    |

## スタッフ
- 監督：ジョン・G・アヴィルドセン
- 脚本：シルヴェスター・スタローン
- 音楽：ビル・コンティ
- 撮影：スティーヴン・ポスター
- プロデューサー：アーウィン・ウィンクラー、ロバート・チャートフ
- 日本語字幕：戸田奈津子[3]

## 製作

### 配役
新鋭ボクサー役で出演したトミー・モリソンは、WBO・IBCのプロボクシング世界ヘビー級チャンピオンであり、当時黒人が活躍の中心であるボクシング界において「ホワイト・ホープ：白人の希望」として注目された。
ロッキー・ジュニア役で出演したセイジ・スタローンは、シルヴェスター・スタローンの実子である。

### キャラクター
悪徳黒人プロモーターとして登場するジョージ・ワシントン・デュークは、モハメド・アリやマイク・タイソンなどの試合をプロモートし、世界規模で著名なプロモーターのドン・キングがモデルであると言われている。キングはシリーズ3作目まで登場していたミッキーのモデルとも言われる名伯楽カス・ダマトが激しく嫌っていたことでも有名である。

## 評価
前作『ロッキー4/炎の友情』に続き、第11回ゴールデンラズベリー賞10部門中の7部門（最低作品賞、最低監督賞、最低主演男優賞、最低主演女優賞、最低助演男優賞、最低脚本賞、最低主題歌賞）にノミネートされるというありがたくない結果を残した。今回はノミネートのみで受賞は免れたが、演技が酷評されていたスタローン以外に1作目では絶賛されたアヴィルドセン監督、タリア・シャイア、バート・ヤングもノミネートされ有終の美を飾るというわけにはいかなかった。スタローン自身は前年に「この10年最低主演男優賞」を受賞し、ラジー賞からはすでに「歴史に残る最低男優」のレッテルを貼られている。

## アナザーバージョン
本作で監督を務めたジョン・G・アヴィルドセンが2002年頃にオンラインで公開していたディレクターズ・カット版。
このアナザーバージョンは映画完成当初に公開を予定していた編集がされる前のものであり、劇場公開版やソフト版と比べるとビル・コンティ作曲の音楽が多く使われている他、約10分ほどのカットされた未公開シーンが追加されており、1作目に登場したリトル・マリーが再登場している他、ストリートファイトのシーンも通常版とは大きく内容が異なっている。
このアナザーバージョンは2017年現在、VHS・DVD共に一般には出回っていないが第三者の手によって動画サイトなどに映像が流出している。